# 麦克长眼柄蟹
麦克长眼柄蟹（学名：Ommatocarcinus macgillivrayi）为长脚蟹科长眼柄蟹属的动物。分布于日本、澳大利亚、新西兰以及中国大陆的海南岛等地，生活环境为海水，多生活于水深100-150米处的沙质或具贝壳的海底上。其生存的海拔范围为-150至-100米。